# Salvatore Mazzarano
Salvatore Mazzarano (Massafra, 4 luglio 1965 – Massafra, 11 gennaio 2024) è stato un calciatore italiano, di ruolo difensore.

## Biografia
Dopo la trafila nel settore giovanile del Massafra ed un campionato di Eccellenza con la squadra della sua città, giocò per diverse stagioni in Serie C2 nei club pugliesi del Fasano e del Casarano.
Nel 1991 venne ingaggiato dall'Ancona con cui, dopo due anni di Serie B, ottenne la promozione in Serie A. Riconfermato, nella stagione 1992-1993, disputò 29 partite da titolare nella massima serie. 
Anche dopo l'immediata retrocessione in cadetteria rimase nel capoluogo marchigiano per un'altra stagione, facendo parte della rosa che raggiunse la finale di Coppa Italia 1993-1994 mestamente persa contro la Sampdoria.
Successivamente tornò a giocare nei campionati minori e vestì le maglie del Taranto, con cui vinse lo Scudetto Dilettanti del 1995, del Castrovillari e del Fasano, sempre in serie D, dove chiuse la carriera all'età di 33 anni.
Sposato con Gianna, ebbe tre figli: Lucia, Fabiana e Luigi. Mazzarano morì a Massafra l'11 gennaio 2024 all'età di 58 anni.

## Palmarès

### Club

#### Competizioni nazionali
- Campionato Interregionale: 1

Fasano: 1987-1988
- Campionato Nazionale Dilettanti: 1

Taranto: 1994-1995
- Scudetto Dilettanti: 1

Taranto: 1994-1995